# Primorsko-goranska zonska nogometna liga 1979./80.
Primorsko-goranska zonska nogometna liga, također kao i Zonska liga Međuopćinskog nogometnog saveza Rijeka, Primorsko-goranska zonska liga Nogometnog saveza Rijeka, je bila liga petog stupnja nogometnog prvenstva Jugoslavije u sezoni 1979./80. 
 
Sudjelovalo je 14 klubova, a prvak je bio klub "Rab". 

## Ljestvica
| mj. | klub                        | ut. | pob. | ner. | por. | gol+ | gol– | bod |
| --- | --------------------------- | --- | ---- | ---- | ---- | ---- | ---- | --- |
| 1.  | Rab                         | 26  | 19   | 5    | 2    | 64   | 30   | 43  |
| 2.  | Lokomotiva Rijeka           | 26  | 12   | 8    | 6    | 36   | 27   | 32  |
| 3.  | Bakarac                     | 26  | 13   | 5    | 8    | 40   | 32   | 31  |
| 4.  | INA Rijeka                  | 26  | 11   | 7    | 8    | 47   | 26   | 29  |
| 5.  | Risnjak Lokve               | 26  | 8    | 12   | 6    | 49   | 35   | 28  |
| 6.  | Primorje Rijeka             | 26  | 11   | 5    | 10   | 47   | 38   | 27  |
| 7.  | Lučki radnik Rijeka         | 26  | 12   | 3    | 11   | 30   | 40   | 27  |
| 8.  | Crikvenica                  | 26  | 11   | 3    | 11   | 47   | 49   | 25  |
| 9.  | Jedinstvo Rijeka            | 26  | 7    | 10   | 9    | 36   | 37   | 24  |
| 10. | Pomorac Kostrena            | 26  | 9    | 5    | 12   | 42   | 39   | 23  |
| 11. | Goranin Delnice             | 26  | 7    | 8    | 11   | 37   | 43   | 22  |
| 12. | Halubjan Viškovo            | 26  | 9    | 4    | 13   | 44   | 57   | 22  |
| 13. | Draga (Mošćenička Draga)    | 26  | 6    | 5    | 15   | 43   | 62   | 17  |
| 14. | Mrežnica (Ogulin - Zagorje) | 26  | 5    | 9    | 17   | 27   | 78   | 14  |

## Rezultatska križaljka
| kratica | klub                        | BAK | CRI | DRA | GOR | HAL | INA | JED | LOK | LUR | MRE | POM | PRI | RAB | RIS |
| --- | --------------------------- | --- | --- | --- | --- | --- | --- | --- | --- | --- | --- | --- | --- | --- | --- |
| BAK | Bakarac                     |     |     |     |     |     |     |     |     |     |     |     |     |     |     |
| CRI | Crikvenica                  |     |     |     |     |     |     |     |     |     |     |     |     |     |     |
| DRA | Draga (Mošćenička Draga)    |     |     |     |     |     |     |     |     |     |     |     |     |     |     |
| GOR | Goranin Delnice             |     |     |     |     |     |     |     |     |     |     |     |     |     |     |
| HAL | Halubjan Viškovo            |     |     |     |     |     |     |     |     |     |     |     |     |     |     |
| INA | INA Rijeka                  |     |     |     |     |     |     |     |     |     |     |     |     |     |     |
| JED | Jedinstvo Rijeka            |     |     |     |     |     |     |     |     |     |     |     |     |     |     |
| LOK | Lokomotiva Rijeka           |     |     |     |     |     |     |     |     |     |     |     |     |     |     |
| LUR | Lučki radnik Rijeka         |     |     |     |     |     |     |     |     |     |     |     |     |     |     |
| MRE | Mrežnica (Ogulin – Zagorje) |     |     |     |     |     |     |     |     |     |     |     |     |     |     |
| POM | Pomorac Kostrena            |     |     |     |     |     |     |     |     |     |     |     |     |     |     |
| PRI | Primorje Rijeka             |     |     |     |     |     |     |     |     |     |     |     |     |     |     |
| RAB | Rab                         |     |     |     |     |     |     |     |     |     |     |     |     |     |     |
| RIS | Risnjak Lokve               |     |     |     |     |     |     |     |     |     |     |     |     |     |     |
| |                             |     |     |     |     |     |     |     |     |     |     |     |     |     |     |
| podebljan rezultat – utakmice od 1. do 13. kola (1. utakmica između klubova) rezultat normalne debljine – utakmice od 14. do 26. kola (2. utakmica između klubova) rezultat nakošen – nije vidljiv redoslijed odigravanja međusobnih utakmica iz dostupnih izvora rezultat smanjen * – iz dostupnih izvora nije uočljiv domaćin susreta prekrižen rezultat – poništena ili brisana utakmica p – utakmica prekinuta 3:0 p.f. / 0:3 p.f. – rezultat 3:0 bez borbe |                             |     |     |     |     |     |     |     |     |     |     |     |     |     |     |

 Izvori: 